# Vale Music
Vale Music – hiszpańska wytwórnia płyt muzycznych z siedzibą w Barcelonie założona w 1997 roku przez Ricardo Campoy, José María Castells, Toni Peret oraz Andreu Ugas.

## Wykonawcy
Źródło: Oficjalna strona Vale Music
- Ainhoa Arteta
- Ainhoa Cantalapiedra
- Axel
- Batuka
- Beth
- David Bustamante
- Calle París
- Chenoa
- Chipper
- David Ascanio
- David Bisbal
- David Civera
- Decai
- Fofito
- Gloria Trevi
- José Luis Perales
- Kate Ryan
- Lukas con K
- Manu Tenorio
- Manuel Carrasco
- María Isabel
- Merche
- Nacha Pop
- OT
- Pedro Fernández
- Café Quijano
- Ramón
- Rosa López
- Rosario Flores
- Soraya Arnelas
- Víctor Ullate
- Viceversa
- 3+2
- Natalia
- La Unión